# Rosišče
Rosišče je temperatura, pri kateri se začne iz vlažnega zraka izločati voda. Rosišče je odvisno od zračnega tlaka in od vsebnosti vodne pare v zraku, tj. od vlažnosti zraka. 
Na predmetu, ki je ohlajen pod temperaturo rosišča, se iz zraka izloči vlaga in nastane kondenz ali rosa. Na predmetu, ki je istočasno ohlajen pod temperaturo rosišča in ledišča, pa nastane ivje (sprememba vodne pare iz plinastega agregatnega stanja neposredno v trdno).
Ko se vodna para spremeni v kapljice, nastanejo v atmosferi vidni pojavi v obliki megle in oblakov. V prosti atmosferi, kjer ni tal in predmetov, se začne vodna para v obliki kapljic izločati na kondenzacijska jedra (prah, saje, kristale soli, hlape kislin in podobno). Ta jedra so seveda zelo majhna, s prostim očesom nevidna.